# Kelly Schouten
Kelly Schouten (4 februari 1995) is een Nederlands langebaanschaatsster. Zij komt ook uit in het marathonschaatsen.
In 2020 startte Schouten op de Nederlandse kampioenschappen afstanden – massastart.

## Records

### Persoonlijke records[4]
| Afstand    | Tijd    | Datum            | Baan       |
| ---------- | ------- | ---------------- | ---------- |
| 500 meter  | 42,58   | 10 oktober 2015  | Inzell     |
| 1000 meter | 1.25,21 | 10 februari 2013 | Den Haag   |
| 1500 meter | 2.04,85 | 12 oktober 2014  | Inzell     |
| 3000 meter | 4.17,60 | 13 oktober 2019  | Inzell     |
| 5000 meter | 7.42,38 | 2 februari 2014  | Heerenveen |

## Privé
Kelly Schouten is de nicht van schaatsster Irene Schouten.